# Heinz Knoke
Heinz Knoke (Hamelin, 24 de março de 1921 — Bad Iburg, 18 de maio de 1993) foi um piloto de caça alemão da Luftwaffe e recebeu a Cruz de Cavaleiro da Cruz de Ferro durante a Segunda Guerra Mundial. Ele é creditado com 33 vitórias aéreas confirmadas, todas reivindicadas na Frente Ocidental, e reivindicou mais 19 mortes não confirmadas em mais de 2.000 voos. Seu total incluiu 19 bombardeiros quadrimotores das Forças Aéreas do Exército dos Estados Unidos (USAAF).

## Juventude
Knoke nasceu em 24 de março de 1921 em Hamelin, na Província de Hanôver. Ele era filho de um policial. Em 6 de julho de 1938, enquanto assistia a uma exibição aérea, Knoke fez seu primeiro voo, uma viagem de quinze minutos em uma velha aeronave de transporte e fez o exame preliminar para entrar na Luftwaffe. Em 15 de novembro de 1939, Knoke passou por treinamento de voo no Regimento de Treinamento de Voo N.º 11 em Schönwald, perto de Berlim e em agosto de 1940 participou da Jagdfliegerschule 1 em Werneuchen sob o instrutor Sargento de Voo Kuhl, um piloto operacional experiente que já havia atuado em ambas as invasões de Polônia e França.

## Segunda Guerra Mundial

### 1941–42
No início de 1941, Knoke recebeu seu primeiro posto de combate, juntando-se à Jagdgeschwader 52 (JG 52). Colocado no II Gruppe sob o comando de Hauptmann Erich Woitke, seus camaradas incluíam os futuros ases Gerhard Barkhorn, Günther Rall e Walter Krupinski. Após as operações iniciais durante a invasão da Rússia Soviética em junho de 1941, Knoke foi transferido para o 2./JG 1 em 2 de julho de 1941. Em 28 de agosto de 1941, Heinz casou-se com Elisabeth "Lilo" Makowski em Schieratz.
Em fevereiro de 1942, Knoke participou com o 3./JG 1 da Operação Donnerkeil, na Operação Cerberus dos encouraçados alemães Scharnhorst e Gneisenau e o cruzador pesado Prinz Eugen.
Em 14 de fevereiro de 1942, Knoke foi destacado para a Jagdgruppe Losigkeit, onde foi encarregado da proteção aérea desses navios na costa da Noruega. Ele voltou ao JG 1 em março. Em 5 de março, ele compartilhou o abate de um Supermarine Spitfire da Unidade de Reconhecimento Fotográfico N.º 1 da Força Aérea Real (RAF). Seu piloto, Tenente de Voo A.D.M. Gunn, foi feito prisioneiro. Em outubro de 1942, Knoke tornou-se comandante do 2. Staffel do JG 1. Ele reivindicou sua primeira vitória solo em 31 de outubro, um Bristol Blenheim da RAF.

### Contra a USAAF em 1943–44
À medida que a ofensiva de bombardeiros diurnos da USAAF aumentava constantemente em intensidade ao longo de 1943, as operações dos defensores JG 1 e JG 11 cresceram proporcionalmente. Knoke destruiu seu primeiro 'pesado' em sua 164.ª operação: Maisie, um B-24 Liberator do 44.º Grupo de Bombardeio, que ele abateu sobre Zwischenahn em 26 de fevereiro de 1943 - dois membros da tripulação sobreviveram. O jornalista Robert Post, que na primeira e última missão de "The Writing 69th", também estava entre os mortos.
O problema de atacar bombardeiros fortemente armados ocupou efetivamente as mentes da Luftwaffe no início de 1943. O Oberleutnant Heinz Knoke e seu amigo, Leutnant Dieter Gerhardt (morto em ação contra B-24s em 18 de março de 1943), desenvolveram a ideia do bombardeio aéreo como um meio de quebrar as apertadas caixas de combate, comprometendo assim as formações de bombardeiros da USAAF defensivamente fortes.
Knoke conquistou sua quinta vitória, um B-24 do 93.º Grupo de Bombardeios em 18 de março sobre Helgoland. Em 22 de março, Knoke derrubou com sucesso o B-17 Flying Fortress Liberty Bell, do 91.º Grupo de Bombardeio, com uma bomba de 250 kg, interceptando seu voo de retorno após o ataque a Wilhelmshaven. O B-17 caiu no Mar do Norte, 30 quilômetros (19 mi) a oeste de Helgoland; toda a tripulação foi morta. Ele se tornou o primeiro dos poucos pilotos de caça na história da aviação a destruir uma aeronave inimiga com uma bomba. A Luftwaffe logo reduziu essa prática, no entanto, como o transporte de bombas afetou severamente o desempenho em alta altitude do Messerschmitt Bf 109 G e também tornou essas aeronaves vulneráveis a qualquer caça de escolta.
Em abril de 1943, o I./JG 1 tornou-se o II Gruppe da recém-formada Jagdgeschwader 11 (JG 11), e o 2. Staffel de Knoke tornou-se 5./JG 11.
Durante 1943, Knoke reivindicou cerca de 17 vitórias, a maioria B-17 e B-24 da USAAF. Outro B-17 do 95.º Grupo de Bombardeios foi abatido em 11 de junho. Mais tarde naquele mês, no dia 25, Knoke foi ferido na mão por um tiro de retorno de um bombardeiro, resultando na amputação de parte de seu polegar.
Em 17 de agosto de 1943, enquanto interceptava o ataque em Regensburg, ele foi novamente ferido, desta vez por fragmentos de estilhaços e sua aeronave danificada pelo fogo de retorno do bombardeiro. Knoke pousou perto de Bonn, seu Bf 109 G-6 foi cancelado.
Em 27 de setembro de 1943, Knoke abateu um B-17, Elusive Elcy, do 94.º Grupo de Bombardeio, usando foguetes não guiados Werfer-Granate 21 lançados de tubos de morteiro modificados. Encontrando os caças de escolta da USAAF pela primeira vez, ele também destruiu um P-47 Thunderbolt do 56.º Grupo de Caças pilotado pelo Tenente H. P. Dugas, que foi morto. Knoke foi então abatido por outros P-47s e teve que pular fora.
Knoke foi derrubado novamente em 4 de outubro do mesmo ano. Depois de abater um B-24 do 392.º Grupo de Bombardeio em um ataque frontal, ele foi atingido pelo fogo do artilheiro dorsal e Knoke saltou de seu caça danificado para o frio Mar do Norte. Coberto por aeronaves de sua unidade, Knoke conseguiu subir em uma jangada inflável lançada por um Focke-Wulf Weihe. Ele foi resgatado duas horas depois por um bote salva-vidas.
Knoke conquistou sua 18.ª vitória em 10 de outubro de 1943, um B-17, embora seu 109 G tenha sido atingido por P-47s e 75% danificado, forçando-o a pousar em Twente, na Holanda.
Knoke foi novamente abatido em 4 de janeiro de 1944. Em 10 de fevereiro, o Gruppenkommandeur Günther Specht foi ferido e Knoke tornou-se comandante interino do II./JG 11.
Em 4 de março, Knoke liderava o II./JG 11, quando se envolveu na dizimação do 363.º Grupo de Caças. Em um ataque surpresa a cerca de 60 P-51 Mustangs sobre Hamburgo, a USAAF perdeu 12 P-51s em uma única ação, com Knoke reivindicando um.
De 15 a 20 de abril de 1944, Knoke foi colocado na Estação Experimental de Lechfeld, na Baviera, onde voou o caça a jato Messerschmitt Me 262 A pela primeira vez.
Knoke foi promovido ao posto de Hauptmann (capitão), em 28 de abril de 1944, por "bravura diante do inimigo", e foi nomeado Gruppenkommandeur do II./JG 11. Aos 23 anos de idade Knoke era, na época, o mais jovem Gruppenkommandeur da Luftwaffe.
Knoke foi abatido em 29 de abril em ação contra o P-47 do Capitão James Cannon do 354.º Grupo de Caças e foi hospitalizado até agosto de 1944 com uma concussão severa. Antes de ser resgatar, Knoke conseguiu, por sua vez, abater o overshooting 'Jug' pilotado pelo Capitão Cannon, que foi feito prisioneiro. Knoke afirmou ter tido algumas interações amistosas com Cannon antes de ambos serem capturados pelas forças alemãs. Ao retornar à base, Knoke desenvolve uma forte febre e o que mais tarde acaba sendo uma perigosa hemorragia cerebral. Em seguida, ele teve um colapso nervoso total, ficando de repouso até meados de agosto.

### Normandia em 1944
Ainda se recuperando dos ferimentos, Knoke foi então transferido em 13 de agosto de 1944 para o comando do III./ JG 1. Operando na Frente da Normandia, Knoke reivindicou um P-47 sobre Rânes, a sudeste de Argentan em 14 de agosto, (do 358.º Grupo de Caças, pilotado pelo 2.º Tenente Santo Anthony Giamalva, que foi morto) e outro no dia seguinte. Em 16 de agosto, ele reivindicou um Spitfire perto de Étampes. Um P-38 Lightning do 31.º Esquadrão de Reconhecimento Fotográfico (Tenente T.L. Wood, que foi morto), foi abatido no dia 17, seguido por um B-26 Marauder não confirmado no mesmo dia. Dois P-51s foram reivindicados em 18 de agosto.
Em 25 de agosto, outro P-51 do 354.º Grupo de Caças foi reivindicado, mas Knoke foi abatido durante o combate. Saltando atrás da linha de frente em movimento fluido, Knoke quase foi capturado pelas forças maquis francesas. Abrindo caminho, Knoke conseguiu recuperar as linhas alemãs e voltou em segurança para sua unidade.
No final de agosto de 1944, o III./JG 1 quase havia sido aniquilado nas batalhas aéreas sobre a Frente Ocidental; Knoke recebeu ordens de mover a unidade para Fels am Wagram, antes de sua transferência de volta à Alemanha para reforço e reequipamento. Recebeu ordens para transferir o III./JG 1 para Viena, o Hauptmann foi gravemente ferido nas pernas por uma mina terrestre plantada pelos guerrilheiros durante uma viagem de carro perto de Praga em 9 de outubro de 1944. Em março de 1945, ainda de muletas, Knoke tornou-se o oficial comandante da base aérea de Jever. Ele também supervisionou o trabalho em fortificações defensivas em torno de Wilhelmshaven. Ele foi condecorado com a Cruz de Cavaleiro da Cruz de Ferro (Ritterkreuz des Eisernen Kreuzes) em 27 de abril de 1945. Em setembro de 1945, Heinz Knoke voltou à vida civil.

## Carreira política
Em 1951, Heinz Knoke foi eleito para a legislatura da Baixa Saxônia como membro do Partido Socialista do Reich. Embora o Supremo Tribunal da República Federal da Alemanha tenha declarado este partido ilegal em 1952, Knoke permaneceu na política como membro do conselho paroquial de Gemeinde Schortens (Gemeindeparlament) desde abril de 1954.
Por vários anos, ele também trabalhou como gerente na Jever. 
Ele era um membro do Partido Democrático Liberal, e foi eleito para o parlamento comunitário/parlamento paroquial nas eleições de outubro de 1956, onde foi devolvido ao cargo em março de 1961, setembro de 1964 e setembro de 1968.
Ele se aposentou em outubro de 1972 e em meados dos anos 1980 ingressou na Universidade de Osnabrück para estudar literatura e filosofia.

## Condecorações
- Cruz de Ferro (1939)
  - 2ª classe
  - 1ª classe
- Distintivo de Voo do Fronte da Luftwaffe em Ouro
- Distintivo de Ferido (1939) em Prata
- Cruz Germânica em Ouro (17 de novembro de 1943)
- Cruz de Cavaleiro da Cruz de Ferro (27 de abril de 1945) como Hauptmann e Gruppenkommandeur do III./JG 11[5][6]